# بوب بورنس (موسيقي)
بوب بورنس (بالإنجليزية: Bob Burns)‏ هو موسيقي أمريكي، ولد في 24 نوفمبر 1950 في جاكسونفيل في الولايات المتحدة، وتوفي في 3 أبريل 2015 في كارترزفيل في الولايات المتحدة بسبب حادث مرور.

## وصلات خارجية
- بوب بورنس على موقع ميوزك برينز (الإنجليزية)
- بوب بورنس على موقع ديسكوغز (الإنجليزية)